# 菅屋長頼
菅屋 長頼（すがや ながより）は、戦国時代から安土桃山時代にかけての武将。織田信長の側近として仕えた。姓は「菅谷」と書かれることもある。

## 生涯

### 馬廻時代
長頼は織田信房の子として生まれた。幼名は長であったという。生まれた時期は明確ではないが、史書には1560年代後半に菅屋九右衛門として登場しており、若い頃から織田信長に仕えていたと考えられる。
初見は山科言継の『言継卿記』における永禄12年（1569年）3月16日条で、この時、岐阜を訪れた言継を織田信広・飯尾尚清・大津長昌らと共に接待し、山科家の知行地の目録を委ねられている。
同年8月の伊勢大河内城攻めで、「尺限廻番衆」として前田利家・塙直政・福富秀勝・河尻秀隆・中川重政などとともに戦っている。
元亀元年（1570年）6月には姉川の戦い前に近江北部に布陣している様子が確認できるが、同年8月24日には京都に戻っていたようで、本能寺で宿泊中であった信長に礼参した吉田兼見から20疋を贈呈されている。この時、同じく奏者を務めた塙直政も受け取ったのは同額の20疋であり、地位は同じく馬廻であったが赤母衣衆に選抜されていた塙と同等の扱いを受けており、長頼の地位もただの馬廻より高位であったことが窺える。
同年9月の志賀の陣に参陣したが、この時、馬廻ながら足利義昭への使いを務めたり、陣中を訪れた山科言継を取り付いだりしているため、前線には出ず信長の傍らで側近のような役割をしていたと思われる。
同年10月20日、信長より使いに出され、朝倉義景陣中へと赴き織田軍との決戦に応じるように促したが不調に終わった。

### 奉行として
初期の頃は馬廻として戦に赴く信長に付き従って行動していた長頼であったが、程なくして各種奉行に用いられるようになる。
天正元年（1573年）9月、鉄砲による狙撃で信長を暗殺しようとした杉谷善住坊の尋問を祝重正と共に行い、鋸挽きによる処刑を執行した。
天正2年（1574年）3月には柴田勝家・佐久間信盛・丹羽長秀らと共に東大寺の蘭奢待切り取りの奉行を務め、同年7月20日には羽柴秀吉が長頼と相談の上で堀江景忠ら朝倉氏旧臣たちの知行の割り当てを執行すると通達。
天正3年（1575年）8月20日、越前一向一揆討伐の為に越前日野山を前田利家と共に攻め、一揆1,000名余りを討ち取り、また捕らえた捕虜100名も即時首を刎ねた。9月には安養寺に禁制を掲げ、同年10月17日には阿閉貞大から秀吉が竹生島の扶持の過半を奪ったことが違乱であるという訴えを受けている。
また、越前一向一揆鎮圧後は織田氏の氏神として信長が手厚く保護していた越前の劔神社社領の管理も担当した。天正5年（1577年）7月20日付けの書状では柴田勝家・柴田勝定に宛てて、劔神社の縄打ちは既に完了していて境界を決定していたのにもかかわらず、勝家が再度検地を行おうとしているのは迷惑であると劔神社より訴えがあったと触れ、信長が特別に念を入れて下された命令なので多少、神社領に余分があろうとも既に決定された境界を遵守するように通達し、また境界に近い神領の百姓の諸役は用捨てである事も通達した。
また、年不詳9月19日には下石頼重と連署で前田利家・佐々成政・不破直光の三人（府中三人衆）に宛てて書状を出し、劔神社が「大破」した事の管理責任を追及し、神領などに関して決めた信長の朱印状を三人が神社に渡していないことが原因であるので直ちに渡すように命令し、また「寺社領高頭」はこれから上使を送って糺名するので隠蔽工作を行えば何かしらの罰がある事を通達した。また、同じ日付で3通別々に書状を出しており、「大破」した神社の調査のことや、神主や神官からの借金・借米の徴収は許さない事、百姓達に近年未納分の年貢を納めさせてこれからの年貢も定納させる事をそれぞれ通達している。
天正6年（1578年）1月29日、織田家弓衆である福田与一宅が失火した際に与一が安土に妻子を呼び寄せていない事が判明し、信長は長頼を奉行として調査を命じた。長頼は直ちに弓衆・馬廻などの台帳を製作してそれぞれ家族を安土に呼び寄せているかどうかを確認し、その結果弓衆で60人、馬廻にも60人の計120名が家族を郷里に残したままにしている事を洗い出した。信長はこの120名の私宅を織田信忠の兵によって焼き払わせ、住む場所を失った家族は安土に半ば強制的に移住させられ、更に罰として安土城の南側の江の内の新道普請を行わせた上で120名を赦した。
6月、播磨神吉城攻めの検使の一人として派遣され、同年11月の摂津有岡城の戦いでは堀秀政・万見重元と共に鉄砲隊を率いて有岡城を攻撃した。天正7年（1579年）5月27日の安土宗論では浄厳院の警備担当の一人で、また宗論に立ち会う奉行を菅屋長頼・堀秀政・長谷川秀一の三人が務めた。その為、宗論に敗れた日蓮宗側は詫証文を提出したが、その宛先も菅屋長頼・堀秀政・長谷川秀一の三人となっている。以後、堀・長谷川と組んで三人で仕事をする機会が何度かあり、伴天連屋敷地造営の奉行や安土（現・近江八幡市安土町）の馬場建設の奉行などを三人で務めた。

### 北陸方面政務官
天正8年（1580年）から長頼は能登・越中など北陸の政務を担当するようになった。
同年8月23日、能登の気多大社に羽咋郡内の土肥親真分を安堵したのが能登における長頼の政務の初見である。また、9月1日には長連龍に鹿島郡半郡を加増する旨の朱印状に副状を発し、10月13日には土肥親真に宛てて気多大社対して違乱の無いように命じ、また気多神社に対しても社頭の修理・建立に精を出すように促している。
天正9年（1581年）元旦、長頼自身は安土で馬場の造営を行いながらも、同日に家臣の岩越吉久を能登に派遣して、温井景隆・三宅長盛に早く安土へと出仕するように促させている。
同年3月28日、長頼は七尾城代として能登入りし、以後しばらく直接政務に当たった。また、上杉氏に対する外交担当も務めていたようで、同年4月28日に長頼は上杉景勝の重臣である須田満親・上条宜順・山崎秀仙に宛て佐々成政の不在中に小出城を攻撃した件について詰問し、上杉方の態度は裏表があると批判した。能登・越中国衆の鎮撫にもあたり、5月5日には上杉氏に内通した疑いがあった越中国人寺崎盛永の居城願海寺城を攻め落として盛永らを捕縛し、佐和山城に送還。6月27日には信長の命で七尾城に遊佐続光・遊佐盛光・伊丹孫三郎を呼び出し処刑した。
同年7月23日には長連龍の所領を安堵し、同月27日には気多神社の社領を安堵。そして、越中・能登の余分な城郭の破却を実施している。また、非常に多忙な身分であったので、この年8月から気多神社の担当政務官は家臣の岩越吉久に一任している。こうしてひと通りの鎮撫が済んだ能登は一職前田利家に与えられたが、10月2日付けの信長書状では府中三人衆の治めていた府中の跡職は長頼に継がせるので、来年には所務を渡すように命じ、また近日中に引継ぎのために越前に長頼が入る事を報じた。
このように北陸方面で政務に実績を残した長頼であったが、この間に北陸方面軍を統括する柴田勝家や越中の一職支配権を持っていた佐々成政らに了承などを仰いだことは一度として無く、信長から遣わされた「上使」として単独で政務を執行できるだけの強い権限を与えられていた事をうかがわせる。

### 最期
天正10年（1582年）1月15日、安土で行われた「左義長」では小姓衆・馬廻衆の先頭を切って行進し、後に堀秀政・長谷川秀一・矢部家定と続いた。同年2月、武田勝頼の家臣木曾義昌が信長に寝返ったが、この時義昌から送られた人質の上松義豊（義昌弟）は長頼が預っており、3月10日には信長の元へ出仕した義昌に申次として応対した。甲州征伐には信長に近侍して3月中に出馬。長頼と堀秀政・長谷川秀一・矢部家定・福富秀勝の五人が馬廻を率いて4月に甲斐国入りしたが、既に織田信忠によってほぼ武田氏は駆逐されており、戦闘は無かった。5月14日には義昌に信長が木曽方面の仕置きを油断無く行っているという事を説明した黒印状に副状を発した。
5月19日には長谷川秀一と共に摠見寺での徳川家康歓迎の能楽会に参加。20日には高雲寺で家康の饗応を丹羽長秀・堀秀政・長谷川秀一と共に行っている。また、この間も政務をしており、5月20日、5月27日の二回に渡って長連龍に宛てて書状を発給している。
5月29日、信長に従って上洛。6月2日に発生した本能寺の変においては、市中に宿を取っており、本能寺に駆けつけたものの、明智勢の前に本能寺に入ることは出来ず、妙覚寺の織田信忠の元に駆けつけて、二条新御所で信忠に殉じた。これによって前年に予定されていた、越前府中の引継ぎは長頼が越前入りする前に死亡した事で全て白紙となっている。

## 出自・子孫

### 出自
長頼は織田信房の二男であるが、織田氏の一族ではなく、別姓を名乗っていた信房がその功績により織田姓を与えられたと伝わる。また、菅屋姓を名乗った時期は不明であるが、山科言継の『言継卿記』における永禄12年（1569年）3月16日条では「織田同名長」、吉田兼見の『兼見卿記』では「菅屋御長」と書かれており、元服前後に菅屋姓を名乗ったものと考えられる。

### 子孫
子として角蔵、勝次郎の2人の息子がいたが、本能寺の変において角蔵は本能寺で、勝次郎は長頼とともに二条新御所で討死しており、子孫は伝わっていない。